# السكين (فلم)
السكين Knife (فيلم)- فيلم سوري 1972م، من تاليف غسان كنفاني ، وإخراج خالد حمادة.

## قصة الفيلم
فيلم السكين من أفلام خالد حمادة ومونتاج قيس الزبيدي الذي استطاع أن يختصر تشرد الفلسطينيين في هذه الرواية وينقله إلى صورة متحركة نابضة بالوجع. قصة الفيلم المأخوذة عن رواية "ما تبقى لكم" تعكس جانبًا من مأساة الشعب الفلسطيني، حيث تدور أحداث الفيلم حول ثلاث شخصيات رئيسة (حامد)، (زكريا)، (مريم). الشابان يعيشان في مدينة غزة بعد النكسة، حامد شاب حالم يكره الإسرائيليين، ويصدم من خيانة أخته مع زكريا ذلك الرجل الحقير الذي يتعامل مع المحتلين. والذي سلم الشاب "سالم" إلى المحتلين لإعدامه، حامد يرضخ لزواج اخته بزكريا الخائن وهو لا يطيقه، يقرر حامد الذهاب إلى الضفة الغربية ليلحق بوالدته هناك فهو لم يلقاها منذ عام 1948م، وأثناء رحلته يقابل جندياً اسرائيلياً تائهاً في الصحراء فتأخذ حياته منحنى آخر، حيث يقوم بطعن الجندي وقتل ثلاثة جنود آخرين تواجدوا في الموقع بعد أن أخذ سلاح الجندي الإسرائيلي، وفي ذات الوقت تخلصت أخته مريم من زكريا من خلال قتله بعدما حاول إرغامها على الاجهاض حتى لا ينكشف أمره أمام زوجته وأولاده
الفيلم حاصل على جائزة تقديرية عام 1972م من مهرجان أفلام وبرامج فلسطين. والفيلم مقتبس عن رواية "ما تبقى لكم" للأديب الفلسطيني غسان كنفاني.
هناك دراسة أكاديمية عن الفيلم وخاصة عامل الزمن فيه، وذلك من خلال ربطه بفيلم آخر هو "المخدوعون" وحاول الباحث من خلال هذه الدراسة المقارنة بين الرواية "ما تبقى لكم" والفيلم المقتبس منها وتحليلهما إلى عناصرهما الأساسية.

## طاقم العمل
يتمثل طاقم عمل الفيلم من خلال: الممثلون والمونتير والاخراج والتصوير والانتاج، وهو ما يمكن توضيحه من خلال الآتي:
| م  | الاسم            | طبيعة العمل    |
| -- | ---------------- | -------------- |
| 1  | سهير المرشدي     | ممثلة          |
| 2  | رفيق السبيعي     | ممثل           |
| 3  | بسام لطفي        | ممثل           |
| 4  | ناجي جبر         | ممثل           |
| 5  | عاطف خالدي       | ممثل           |
| 6  | رضوان الساطي     | ممثل           |
| 7  | جورج كنعان       | ممثل           |
| 8  | وصفي المالح      | ممثل           |
| 9  | قيس الزبيدي      | مونتير         |
| 10 | هبثم قوتلي       | مساعد مونتير   |
| 11 | الهام الجندي     | مساعد مونتير   |
| 12 | خالد حمادة       | مخرج           |
| 13 | جورج كنعان       | مساعد مخرج     |
| 14 | عائدة الخالد     | ملاحظة سيناريو |
| 15 | جورج لطفي الخوري | مدير التصوير   |
| 16 | سركيس خوري       | مساعد مصور     |
| 17 | عبد الغتي الخجا  | مساعد مصور     |
| 18 | غسان كنفاني      | مؤلف القصة     |
| 20 | صلحي الوادي      | موسيقى تصويرية |